# Phytodietus celsissimus
Phytodietus celsissimus är en stekelart som beskrevs av Turner 1919. Phytodietus celsissimus ingår i släktet Phytodietus och familjen brokparasitsteklar. Inga underarter finns listade i Catalogue of Life.